# Società Sportiva Amatori Calcio 1940-1941
Questa voce raccoglie le informazioni riguardanti la Società Sportiva Amatori Calcio nelle competizioni ufficiali della stagione 1940-1941.

## Rosa
| N. |                   | Ruolo | Calciatore        |
| -- | ----------------- | ----- | ----------------- |
|    | Italia (bandiera) | P     | Bruno Babini      |
|    | Italia (bandiera) | A     | Enzo Baccoliri    |
|    | Italia (bandiera) | D     | Mario Baldassarri |
|    | Italia (bandiera) | A     | Leonino Baratella |
|    | Italia (bandiera) | D     | R. Bernardi       |
|    | Italia (bandiera) | C     | Guido Borgatti    |
|    | Italia (bandiera) | C     | Carlo Bragaglia   |
|    | Italia (bandiera) | A     | Francesco Bruno   |
|    | Italia (bandiera) | A     | Ruggero Buttazzi  |
|    | Italia (bandiera) | A     | R. Campanini      |
|    | Italia (bandiera) | D     | Armando Casarini  |
|    | Italia (bandiera) | D     | Edoardo Carosi    |
|    | Italia (bandiera) | C     | L. Chellini       |
|    | Italia (bandiera) | D     | Vincenzo Curati   |
|    | Italia (bandiera) | A     | P. Dodi           |

| N. |                   | Ruolo | Calciatore         |
| -- | ----------------- | ----- | ------------------ |
|    | Italia (bandiera) | C     | Dante Farolfi      |
|    | Italia (bandiera) | C     | Lorenzo Frascaroli |
|    | Italia (bandiera) | C     | Renato Girotti     |
|    | Italia (bandiera) | P     | Manfredo Guizzardi |
|    | Italia (bandiera) | P     | Erio Incerti       |
|    | Italia (bandiera) | D     | Otello Landuzzi    |
|    | Italia (bandiera) | C     | Giacinto Lazzarini |
|    | Italia (bandiera) | A     | N. Marabini        |
|    | Italia (bandiera) | D     | Amos Melandri      |
|    | Italia (bandiera) | A     | Emilio Molesini    |
|    | Italia (bandiera) | D     | Giuseppe Novi      |
|    | Italia (bandiera) | C     | Cesare Trentini    |
|    | Italia (bandiera) | C     | Alfonso Vecchietti |
|    | Italia (bandiera) | A     | F. Zampieri        |
|    | Italia (bandiera) | A     | L. Zarri           |